# 傅爾蒙

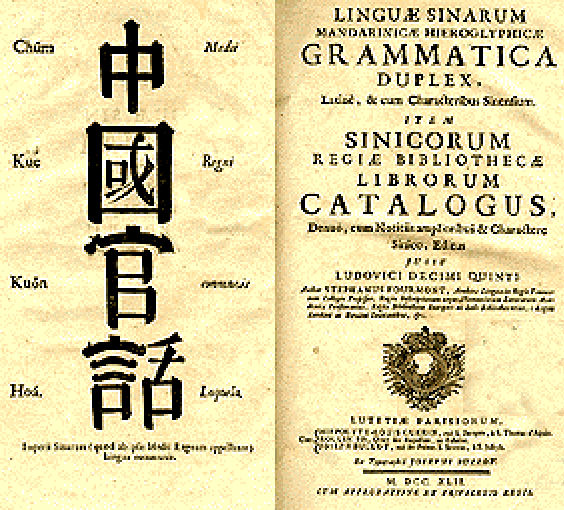
1742年在法國出版的《中國官話》

艾蒂安·富爾蒙（法語：Étienne Fourmont，1683年6月23日—1745年12月8日），汉名傅爾蒙，法國漢學家、阿拉伯學家。僑居法國任中文翻譯的黃嘉略英年早逝，傅爾蒙、尼古拉·弗雷莱整理黃氏有關漢語語法的遺稿，兩人為了爭取名位，刻意令到黃氏在法國漢學界寂寂無名。